# ショーガール

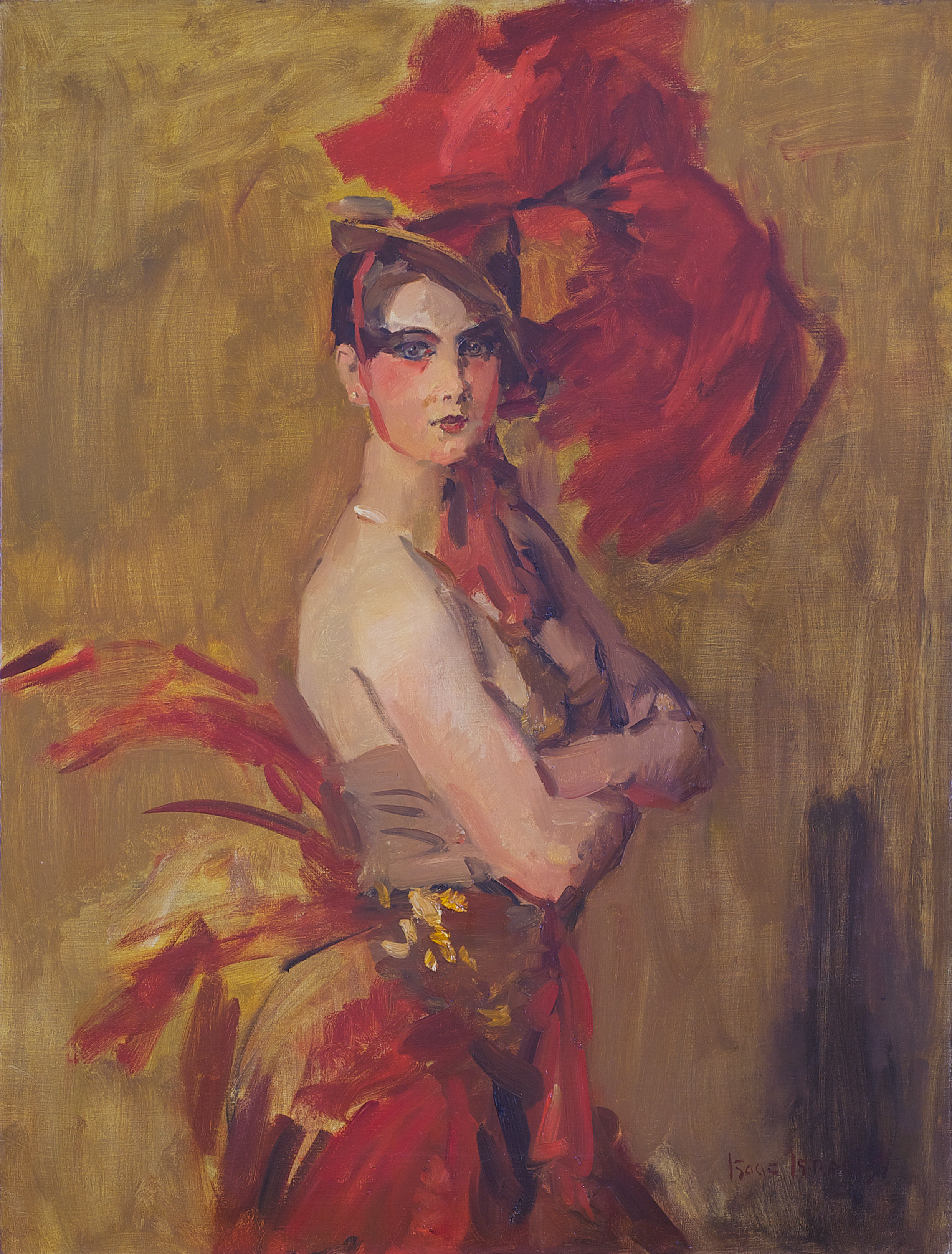
Show-girl (La Cocotte) at Scala Theatre, The Hague; by Isaac Israëls

ショーガール（英語: showgirl）とは、通常、露出度の高い衣装やトップレス、ヌードによって、パフォーマーの身体的特徴を見せることを目的としているステージエンターテインメントのショーに出演する女性のダンサーやパフォーマーのことを指す。

## 歴史
ショーガールの歴史は1800年代後半、パリのムーラン・ルージュやル・リド、フォリー・ベルジェールなどのミュージックホールやキャバレーにまで遡る。19世紀のフランスの作家en:Ludovic Halévyは、ショーガールによる売春を目的とした人身売買を題材にした淫靡な小説を発表している。

## ラスベガスのショーガール

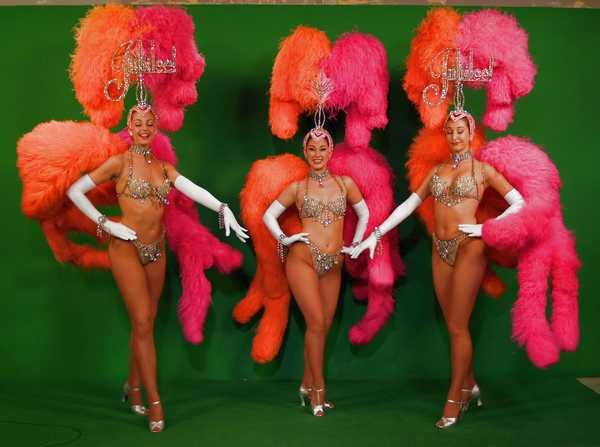
Jubilee! showgirls

ラスベガス・ストリップのカジノで、幕間の合間に踊り子を採用したのは、1941年の「エル・ランチョ・ベガス」が最初であった。ショーガールは、1952年にラスベガスのヘッドライナーのオープニングとクロージングアクトとして披露され、時にはヘッドライナーの周りで踊ることもあった。サンズ・カジノで行われていた、ダニー・トーマスのショーにもショーガールは導入された。1957年、デザート・インのステージで行われたミンスキーズ・フォリーズでは、ラスベガスにトップレスのショーガールを誕生させた。その後、スターダストカジノで開催された『The Lido de Paris（リド・デ・パリ）』は、31年間続くロングランとなった。伝統的に、ラスベガスのショーガールは、バレエやジャズダンスのスキルを持つ、典型的なレッスンを受けたダンサーたちである。

## ショーガールが出演するレヴュー

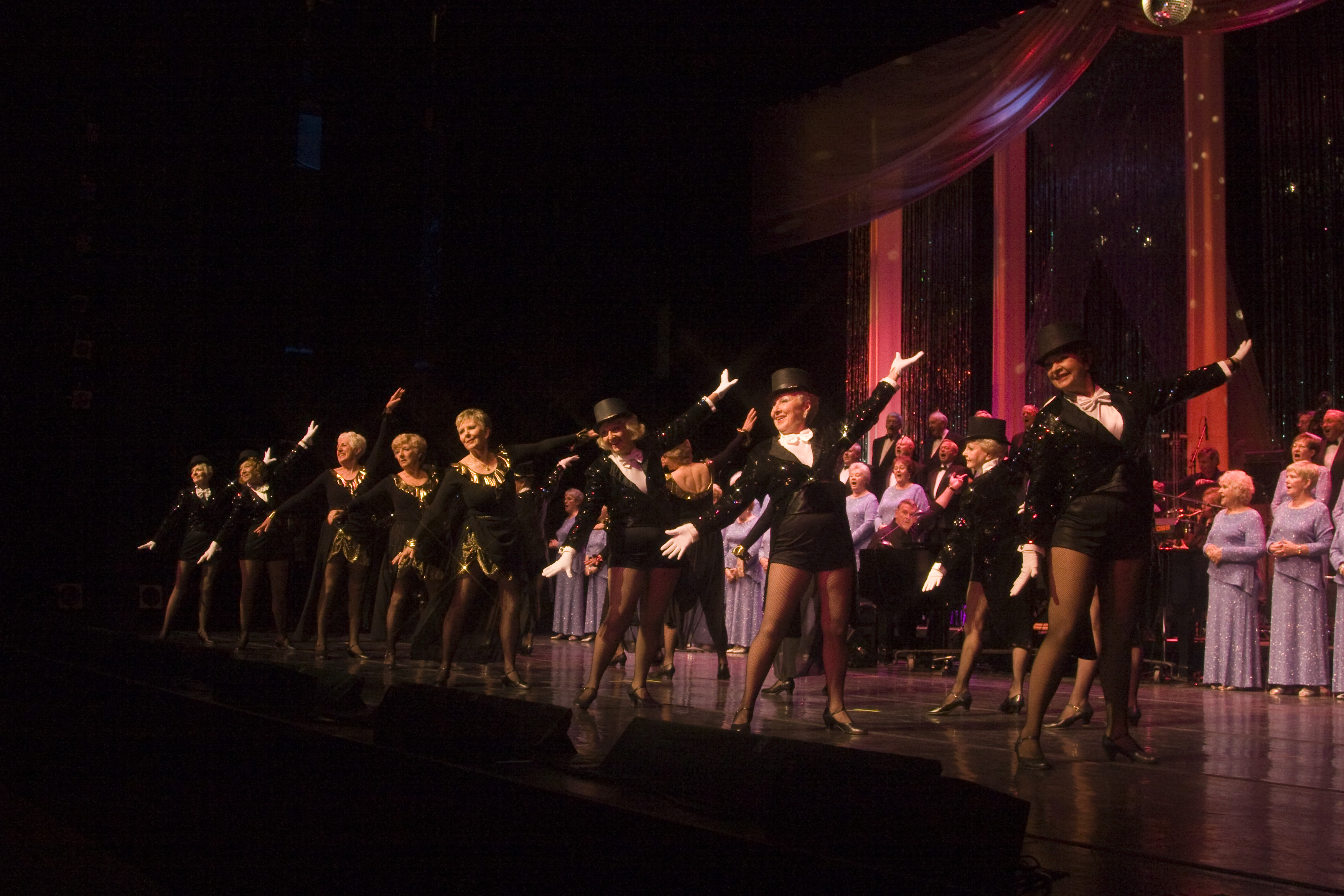
Follies-02

### フランス
- フォリー・ベルジェール　Folies Bergère (パリ)
- Folies du Lac (パリ)
- La Nouvelle Eve (パリ)
- Le Lido (パリ)
- ムーラン・ルージュ　Moulin Rouge (パリ)
- Paradis Latin (パリ)

### アメリカ合衆国
- Jubilee! Bally's (ラスベガス)
- Showgirl Bootcamp Experience (ラスベガス)
- Splash (Riviera, ラスベガス) (Frank Marino Show - La Cage)
- The Fabulous Palm Springs Follies (カリフォルニア州パームスプリングス）

コーラスラインが50年代、60年代、70年代のショーガールで構成されているのが特徴
- Cabaret Red Light (フィラデルフィア)
- VEGAS! THE SHOW (ラスベガス)
- 90 Degrees & Rising (Dunes Hotel & Casino, ラスベガス)[6]

### メキシコ&ブラジル
- Roderick Palazuelos 'Platinum Stars' (México)
- The Francis Show (Transvestite Show) (México)
- Tihany Spectacular Circus (Brazil-México)

### タイ
- Calypso Cabaret (バンコク)

### キューバ
- トロピカーナ・クラブ（英語版）　Tropicana Club (ハバナ)

### イギリス
- VIVA Cabaret Showbar (ブラックプール)

## 大衆文化におけるショーガール

### 「ゴールド・ディガーズ（Gold Diggers）」シリーズ
- 『百花笑えば（英語版）』　The Gold Diggers（サイレント、1923年）
- 『ブロードウェイ黄金時代（英語版）』　Gold Diggers of Broadway（1929年）
- 『ゴールド・ディガーズ』　Gold Diggers of 1933（1933年）
- 『ゴールド・ディガース36年』　Gold Diggers of 1935（1935年）
- 『踊る三十七年』　Gold Diggers of 1937（1936年）
- 『夜は巴里で』　Gold Diggers in Paris（1938年）

などの映画作品。

### その他
- 『ボレロ（英語版）』（1934年）

アメリカ・バーレスクのダンサーであるサリー・ランドがカーニバルのショーガールを演じ、扇子を使ったダンスを披露した作品。
- The Golddiggers（1968年 - 1974年）

『The Dean Martin Show』に出演していた一座
- 『ショーガール』（1995年）

ポール・バーホーベン監督、エリザベス・バークレー主演
- 『ガイズ&ドールズ』（1950年、その他）

主人公の婚約者として登場するミス・アデレイドは、さまざまなミュージカルナンバーで活躍する歌手やショーガールとして描かれている。
- さまざまなタイプのショーガールからインスピレーションを得たカイリー・ミノーグは、自らのコンサートに「Showgirl: The Greatest Hits Tour」や「Showgirl: The Homecoming Tour」と、ショーガールにちなんだタイトルを付け、制作した。ショーガールのテーマは、ミノーグのキャリア全体を通して、さまざまなところで見ることができる。
- アニメ映画『カーズ』のDINOCO（英語版）のブースでは、ショーガールの車が何台も登場する。元モトラマ（英語版）ショーの車だったフロ（英語版）は、「Motorama 1957 showgirl」としてナンバープレートSHOGRLを掲げている。